# Carli Lloyd
Carli Ann Lloyd (Delran Township, 16 de julho de 1982) é uma futebolista norte-americana que atua como meio-campista. Atualmente, joga pelo Sky Blue.

## Carreira

### Seleção Americana
Começou a jogar futebol com 5 anos de idade e atuou pelo Rutgers Scarlet Knights durante a universidade. Sua estreia pela seleção americana foi em 2005, durante um jogo contra a Ucrânia. Lloyd já havia passado pelas seleções de base. 
Disputou sua primeira Copa do Mundo em 2007, na China. Na ocasião, os Estados Unidos conseguiram o bronze após a seleção americana  ser goleada pelo Brasil por 4 a 0 nas semifinais e ganharam a disputa pelo terceiro lugar contra a Noruega.
Entretanto, Lloyd foi decisiva na final das Olimpíadas de 2008, em Pequim, entre as seleções femininas de Brasil e EUA, marcando na prorrogação o único gol do jogo que deu a vitória e a conquista do ouro olímpico para a seleção norte-americana. Nesse mesmo ano, foi escolhida como uma das “Atletas de Futebol do Ano”, ao lado do goleiro Tim Howard.
Na Copa do Mundo de 2011, realizada na Alemanha, Lloyd marcou seu primeiro gol na competição contra a Colômbia. Os Estados Unidos avançaram até a final, mas amargaram a prata: foram derrotados pelo Japão nos pênaltis por 3 a 1. Lloyd foi uma das americanas que erraram sua cobrança. 
Nas Olimpíadas de Londres, em 2012, ela voltou a ser decisiva e marcou os dois gols da seleção americana sobre o Japão na final, conquistando o ouro para os EUA mais uma vez. Lloyd é a única jogadora na história do futebol (feminino e masculino) a marcar em duas finais olímpicas.
Em 2013, Lloyd se tornou a meio-campista com mais gols pela seleção americana. 
Na Copa do Mundo de 2015, Lloyd foi capitã dos Estados Unidos em quatro jogos, teve participação direta na conquista do tricampeonato americano na Copa do Mundo, realizada no Canadá, tendo sido autora de três gols na vitória de seu país e fez história se tornando a primeira jogadora a marcar três gols em uma final de Copa do Mundo, sendo um dos gols feitos do meio do campo.No final do jogo os EUA ganharam do Japão por 5 a 2 e conquistaram o tricampeonato de Copa do mundo. 

Nas Olimpíadas do Rio, em 2016, Lloyd não conseguiu ir à final e bater seu próprio recorde porque a seleção americana foi eliminada nos pênaltis pela Suécia nas quartas-de-final.